# Вибачте, Вас чекає смерть
«Вибачте, Вас чекає смерть» — радянський чорно-білий комедійний художній фільм 1965 року, знятий режисером Караманом Мгеладзе на кіностудії «Грузія-фільм».

## Сюжет
Нані знайшла на вулиці записник зі списком прізвищ людей, яких треба вбити. І розписано, кого та як. Вона починає обдзвонювати цих людей. Виявляється, книжку втратив письменник, котрий обмірковував сюжет нового детектива.

## У ролях
- Еросі Манджгаладзе — Датіко
- Сесілія Такаїшвілі — Сашико
- Далі Ратіані — Нані
- Серго Орджонікідзе — Дато
- Мавр Пясецький — Канделакі
- Іпполіт Хвічія — Караман
- Нодар Піранішвілі — Гурам
- Олена Кіпшидзе — Елеонора
- Гіві Тохадзе — лейтенант
- Арчіл Гоміашвілі — Давид Хуцишвілі, приборкувач тигрів
- Давид Абашидзе — Апрасіон
- Реваз Хобуа — тамада
- Далі Церетелі — Цира
- Лазар Казаїшвілі — майор міліції
- Александре Купрашвілі — страховий агент
- Катерина Верулашвілі — співробітниця пошти
- Отар Зауташвілі — перукар
- Давид Окросцварідзе — міліціонер
- Георгій Жужунашвілі — двірник
- Георгій Кавтарадзе — зубний лікар-самозванець
- Султан Квітаїшвілі — зварювальник
- Джемал Гаганідзе — міліціонер
- Кахі Кавсадзе — будівельник
- Реваз Барамідзе — епізод
- Георгій Маргвелашвілі — епізод
- Михайло Мгеладзе — епізод
- Абрек Пхаладзе — епізод
- Дмитро Кіпіані — епізод
- Георгій Хусківадзе — епізод
- Володимир Запасник — епізод

## Знімальна група
- Режисер — Караман Мгеладзе
- Сценарист — Арлі Такайшвілі
- Оператор — Гіві Рачвелішвілі
- Композитор — Іраклій Геджадзе
- Художник — Гіві Гігаурі